# Höje å
Die Höje å ist ein rund 35 Kilometer langer, kleiner Fluss in der schwedischen Provinz Schonen mit einem Einzugsgebiet von 316 km². Der Fluss entspringt etwa 20 Kilometer südöstlich von Lund dem Häckebergasjön.
Die Höje å hat über den Häckebergasjön zwei Quellflüsse, nämlich Björkesåkraån und Olstorpsån, die beide in den Häckebergasjön fließen.
Bedeutende Zuflüsse hat der Fluss nicht.
Der Fluss fließt zunächst kurz in nördlicher Richtung, knickt nordöstlich der Ortschaft Genarp in nordwestliche Richtung ab und fließt, ebenfalls nördlich, an Staffanstorp vorbei. Später bildet er südwestlich des Lunder Stadtteils Värpinge die kommunale Grenze zwischen Lund und Staffanstorp und mündet schließlich unmittelbar bei der Marina von Lomma in den Öresund.
Die Höhenunterschiede auf dem Weg der Höje å vom Häckebergasjön bis nach Lomma sind nur gering. Auf den 30 Kilometern zwischen Genarp und Lomma sind es 30 Meter.
Dementsprechend ist auch die Menge des transportierten Wassers mit 2,5 m³/s (gemessen bei Trolleberg in der Nähe von Lund) gering.
Die Höje å durchquert insgesamt drei Gemeinden: Lund, Staffanstorp und Lomma. Das Einzugsgebiet des Flusses umfasst insgesamt sieben Kommunen. Zu den drei bereits genannten kommen noch Kävlinge, Sjöbo, Skurup und Svedala.